# Defekt (serial telewizyjny)
Defekt – polski serial sensacyjny w reżyserii Macieja Dutkiewicza i według scenariusza Macieja Dutkiewicza i Michała Komara, emitowany w TVP2 (I seria) i TVP1 (II seria) od 8 listopada 2003 do 20 maja 2006 roku. Powstało łącznie 9 odcinków.
Zdjęcia kręcono w Brodnicy. Producentem wykonawczym drugiego sezonu serialu była Anna Grodzka.

## Opis fabuły
W pierwszej serii (2003, 4 odcinki) młoda i ambitna prokurator Elżbieta Ginter (Magdalena Cielecka) i podstarzały inspektor Witold Kosmala (Piotr Fronczewski) prowadzą śledztwo w sprawie upadłości kilku warszawskich banków. Oboje nie darzą się sympatią, jednak nawiązują nić porozumienia, kiedy afera zaczyna przybierać coraz większy wymiar, a ich życiu zaczyna zagrażać niebezpieczeństwo. Okazuje się, że kluczem do rozwiązania zagadki wypływających z kont milionów złotych jest Michał, który jest świadkiem zabójstwa prezesa jednego z banków. Dziecko jednak na skutek przeżytego szoku traci zdolność mówienia, a próby nawiązania z nim kontaktu idą na marne. Kiedy jednak Michał zaczyna mówić, Ginter i Kosmala zaczynają podejrzewać, że w aferę zamieszani są przełożeni pani prokurator.
W drugiej serii (2006, 5 odcinków) Ginter rezygnuje z pracy w prokuraturze i przygotowuje się do ślubu z dziennikarzem Andrzejem Krauzem. Gdy ten ginie w tajemniczych okolicznościach, Elżbieta prosi o pomoc Kosmalę, który przeszedł na emeryturę i zaszył się na wsi. W trakcie śledztwa oboje zbliżają się do siebie, choć ich uczucie nie ma szans na przetrwanie.
Tytuł serialu nawiązuje do tzw. defektu genetycznego Einhorne'a, teorii, wedle której 5 procent ludzkości posiada strukturę genetyczną uodparniającą ją na korupcję i narzuca bezwzględność w dążeniu do celu. Takim „defektem” odznacza się prokurator Ginter.

## Obsada
- Magdalena Cielecka − jako prokurator Elżbieta Ginter
- Piotr Fronczewski − jako inspektor Witold Kosmala
- Andrzej Chyra − jako Tomasz Wołczyk „Makler”
- Agnieszka Krukówna − jako dziennikarka Ewa Bauman
- Dorota Landowska − jako matka Michała
- Marzena Trybała − jako terapeutka Michała
- Maciej Buczek − jako Michał
- Witold Dębicki − jako klown Król, pensjonariusz domu starców
- Dariusz Kordek − jako Adam Lipko, były mąż Elżbiety Ginter
- Wojciech Malajkat − jako naczelnik Wojciechowski z Departamentu Nadzoru Bankowego
- Piotr Miazga − jako policjant „Gąsior”, podwładny Kosmali
- Jan Peszek − jako Jan Ginter, ojciec Elżbiety
- Tomasz Sapryk − jako Wiesław Błaszczyk „Synek”
- Borys Szyc − jako aspirant Markiewicz „Mały”, podwładny Kosmali
- Zbigniew Zamachowski − jako jasnowidz Walczak
- Zbigniew Zapasiewicz − jako prokurator rejonowy Zbigniew Piwnicki, przełożony Elżbiety Ginter
- Andrzej Zieliński − jako major Olczak, oficer ABW, współpracownik Piwnickiego
- Krzysztof Wakuliński − jako mecenas
- Karol Stępkowski − jako lekarz
- Ewa Skarżanka − jako sąsiadka Jacka
- Szymon Kuśmider − jako policjant „Młody”
- Katarzyna Radochońska − jako barmanka
- Ryszard Chlebuś − jako Waksman, zamordowany przez Wołczyka prezes banku
- Marcin Dorociński − jako kierownik domu starców
- Kinga Preis − jako Malcowa, żona Szymka
- Paweł Szwed − Jerzy Niewiadomski
- Olaf Lubaszenko − radny Jerzy Kulesza
- Jan Frycz − prezes Obrysiak
- Andrzej Andrzejewski − Żeleźnik
- Stanisław Banasiuk – policjant